# Erg
Erg je jednotka energie v soustavě CGS, kde je její rozměr g·cm2·s−2. Název je odvozen z řeckého ergon, což znamená práce. Je to práce vykonaná silou jednoho dynu (tj. síla, která udělí tělesu o hmotnosti 1 g zrychlení 1 cm·s−2) po dráze jednoho centimetru. Lze také říci, že je to práce (přibližně) vykonaná při zvednutí tělesa o hmotnosti jednoho miligramu do výšky jednoho centimetru v gravitačním poli Země.

## Převody
1 J = 107 erg
1 eV = 1,6×10−12 erg